# بيل كريستيانسن
بيل كريستيانسن هو سياسي أمريكي، ولد في 24 فبراير 1914 في فارغو في الولايات المتحدة، وتوفي في 28 مارس 2000. نشط حزبياً في الحزب الديمقراطي. وقد انتخب عضو مجلس نواب مونتانا ‏.